# حسین‌آباد بهار
یعقوب شاه، روستایی از توابع بخش مرکزی شهرستان بهار در استان همدان ایران است.

## جمعیت
این روستا در دهستان سیمینه رود(زاغه) قرار دارد و براساس سرشماری مرکز آمار ایران در سال ۱۳۹۵، جمعیت آن ۳۲۱۲ نفر (۱۰۰۸خانوار) بوده‌است. روستای یعقوب شاه به همراه روستای مجاورش یعنی روستای زاغه بزرگترین و پر جمعیت ترین روستاهای بهار هستند.زبان مادری اهالی روستا ترکی می باشد

## نگارخانه

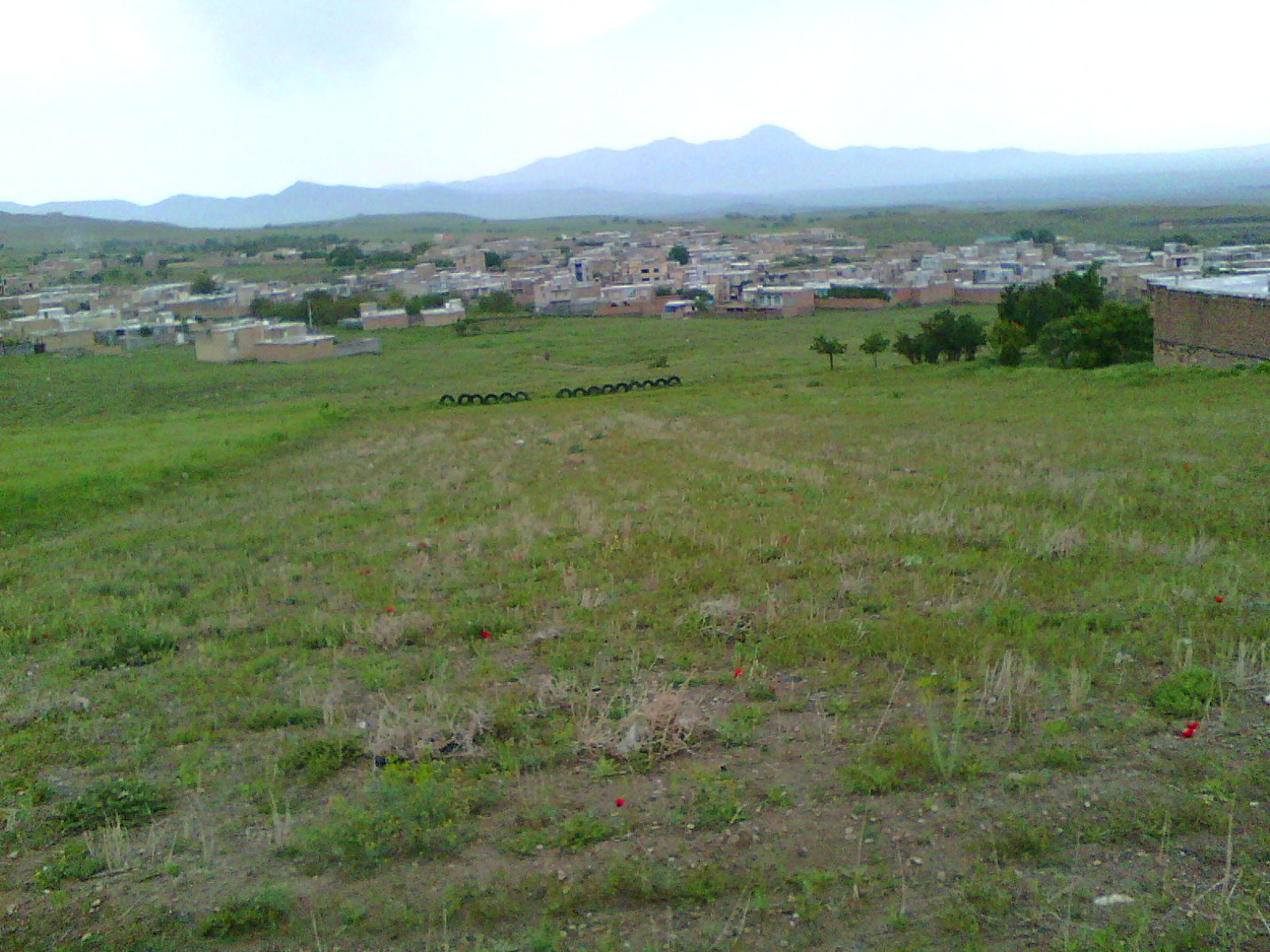
چشم اندازی از دهکده
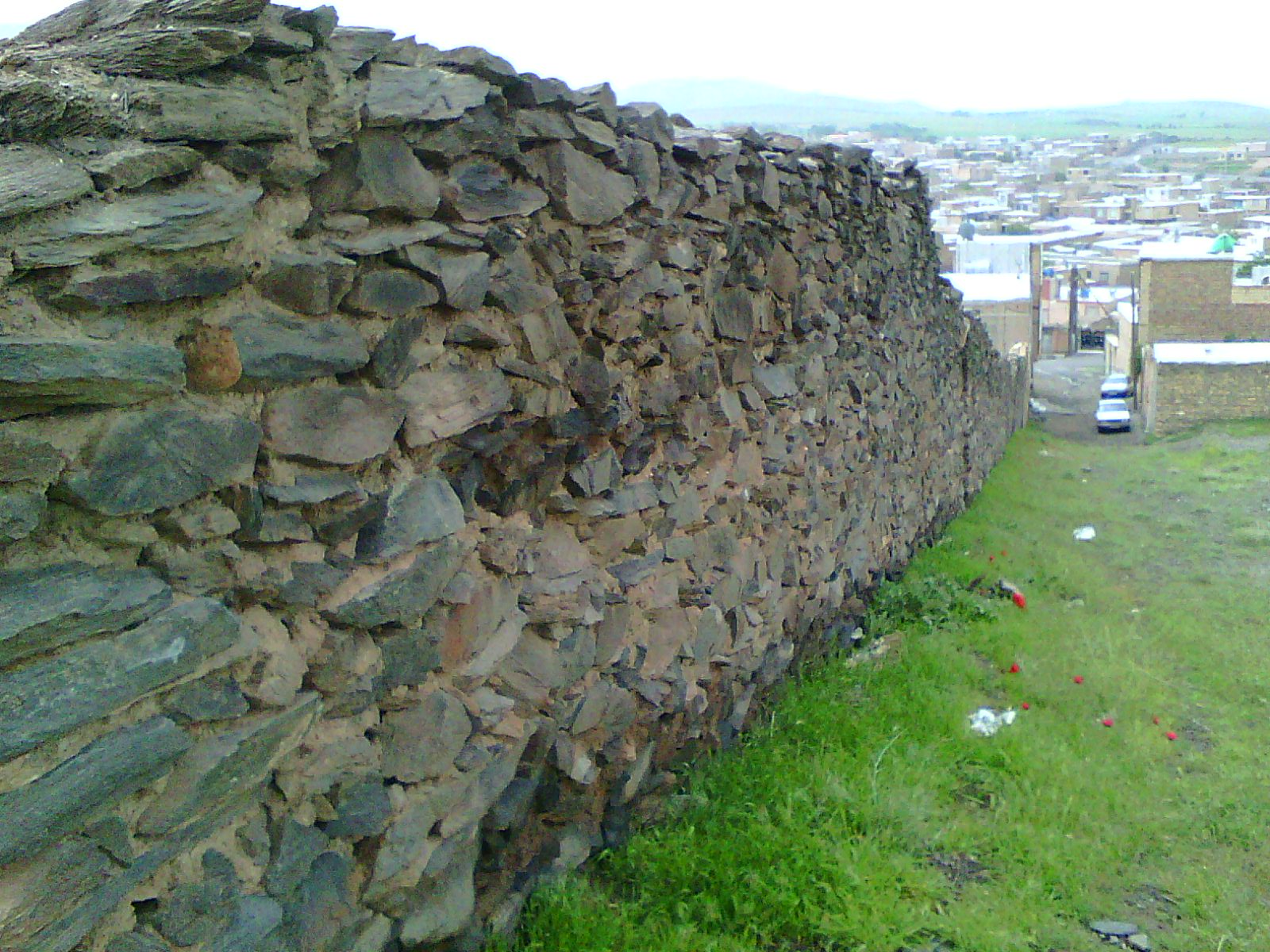
دیوار سنگی
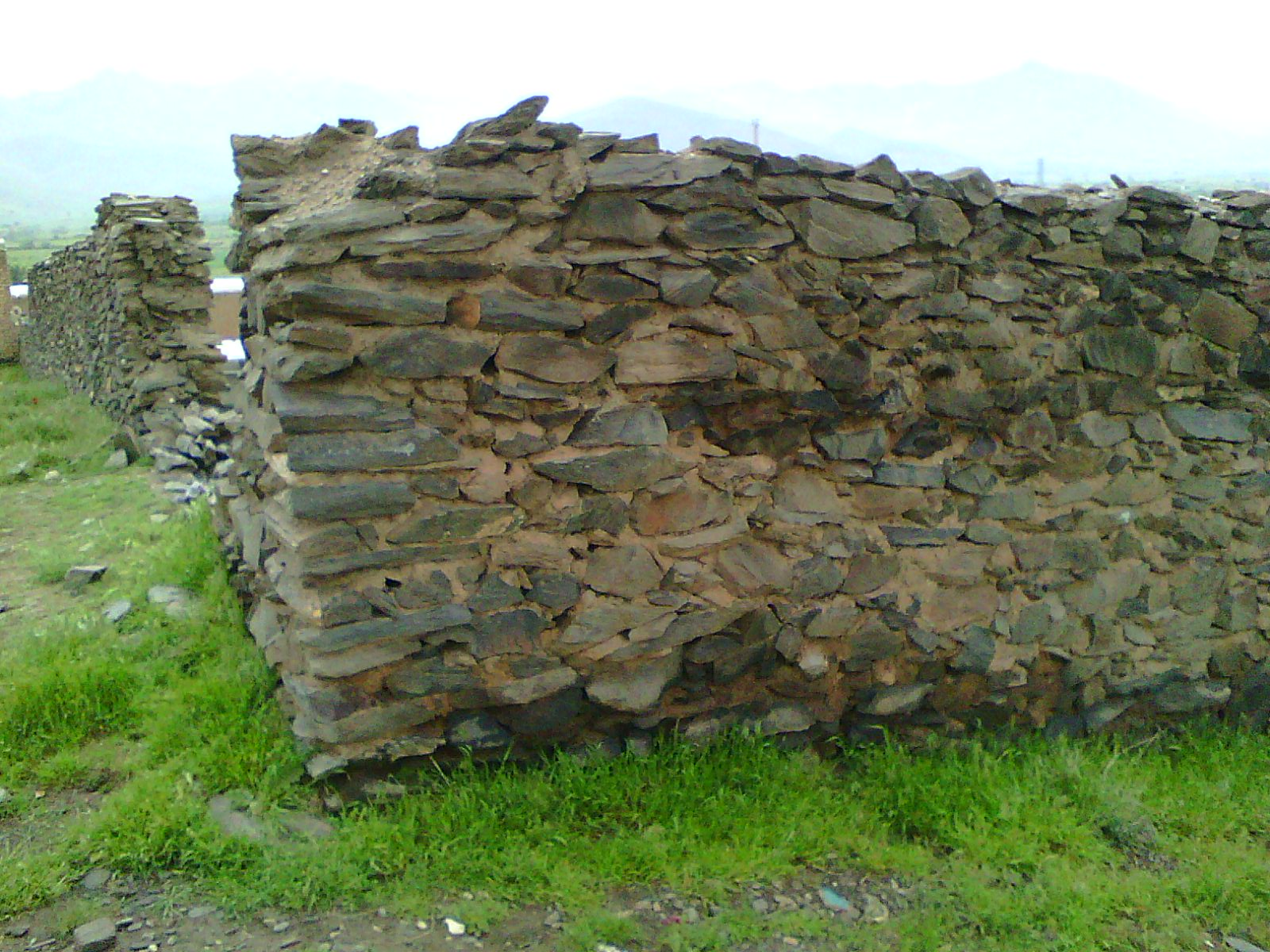
دیوار سنگی
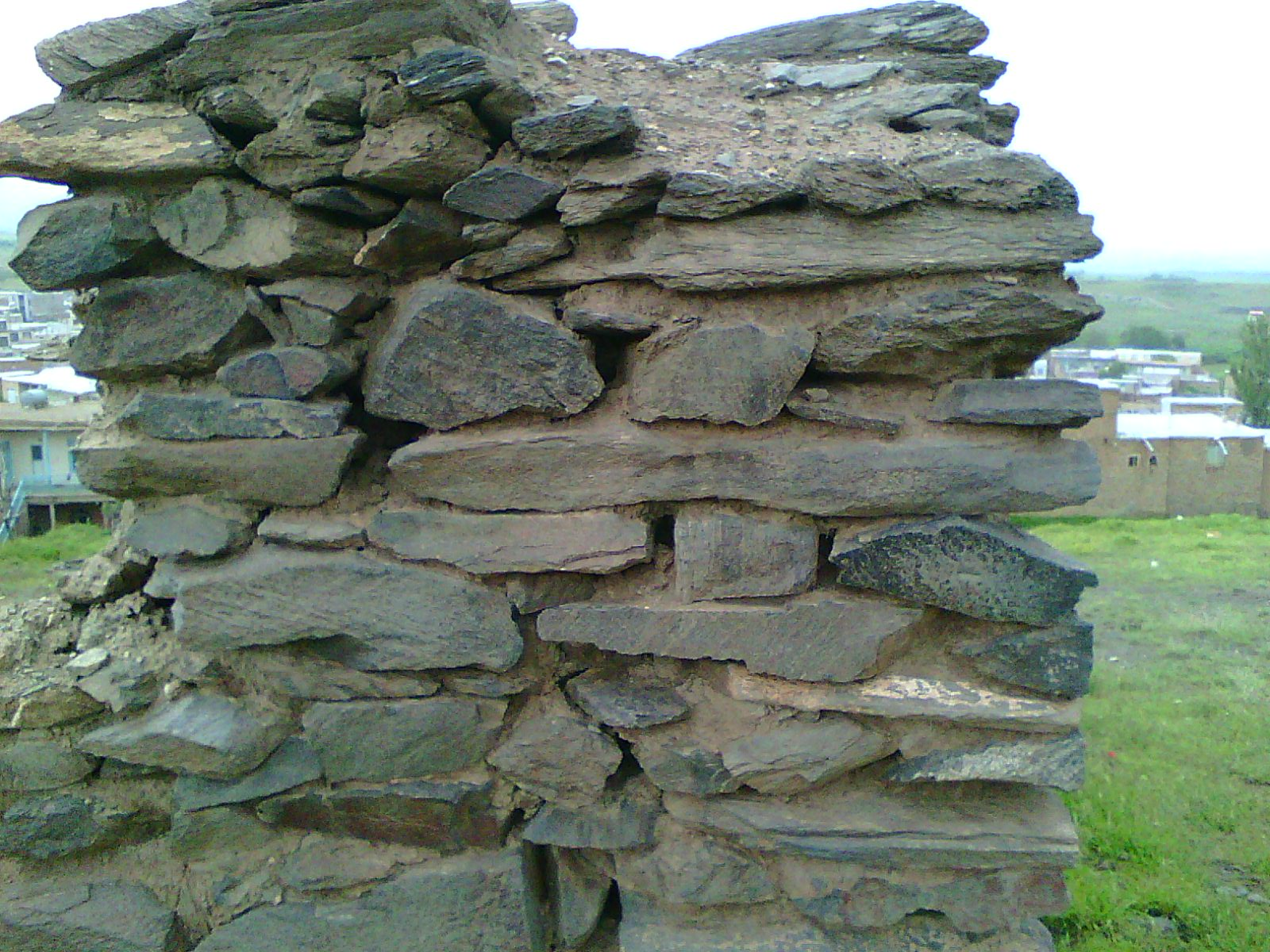
دیوار سنگی
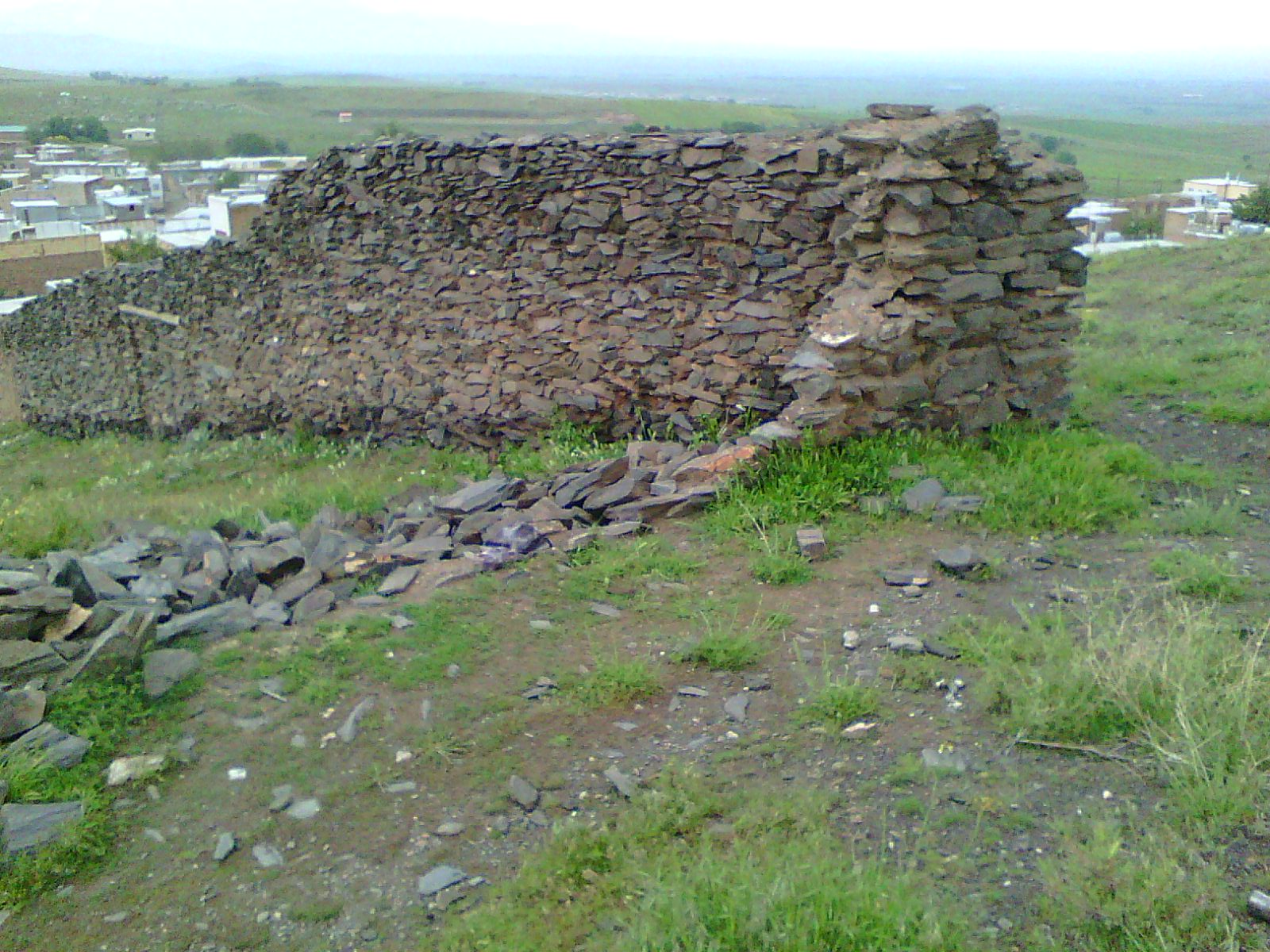
دیوار سنگی
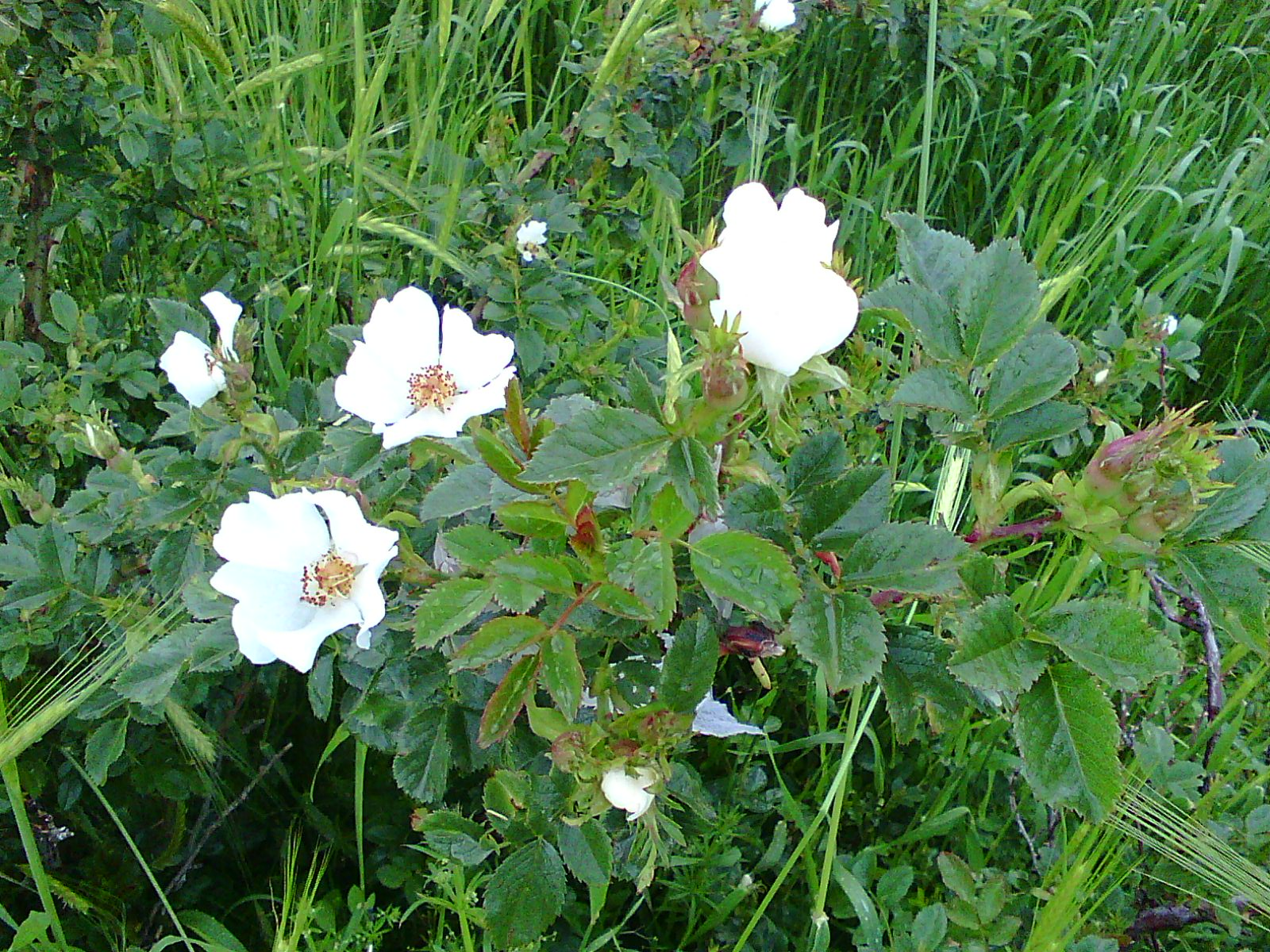
نسترن سفید
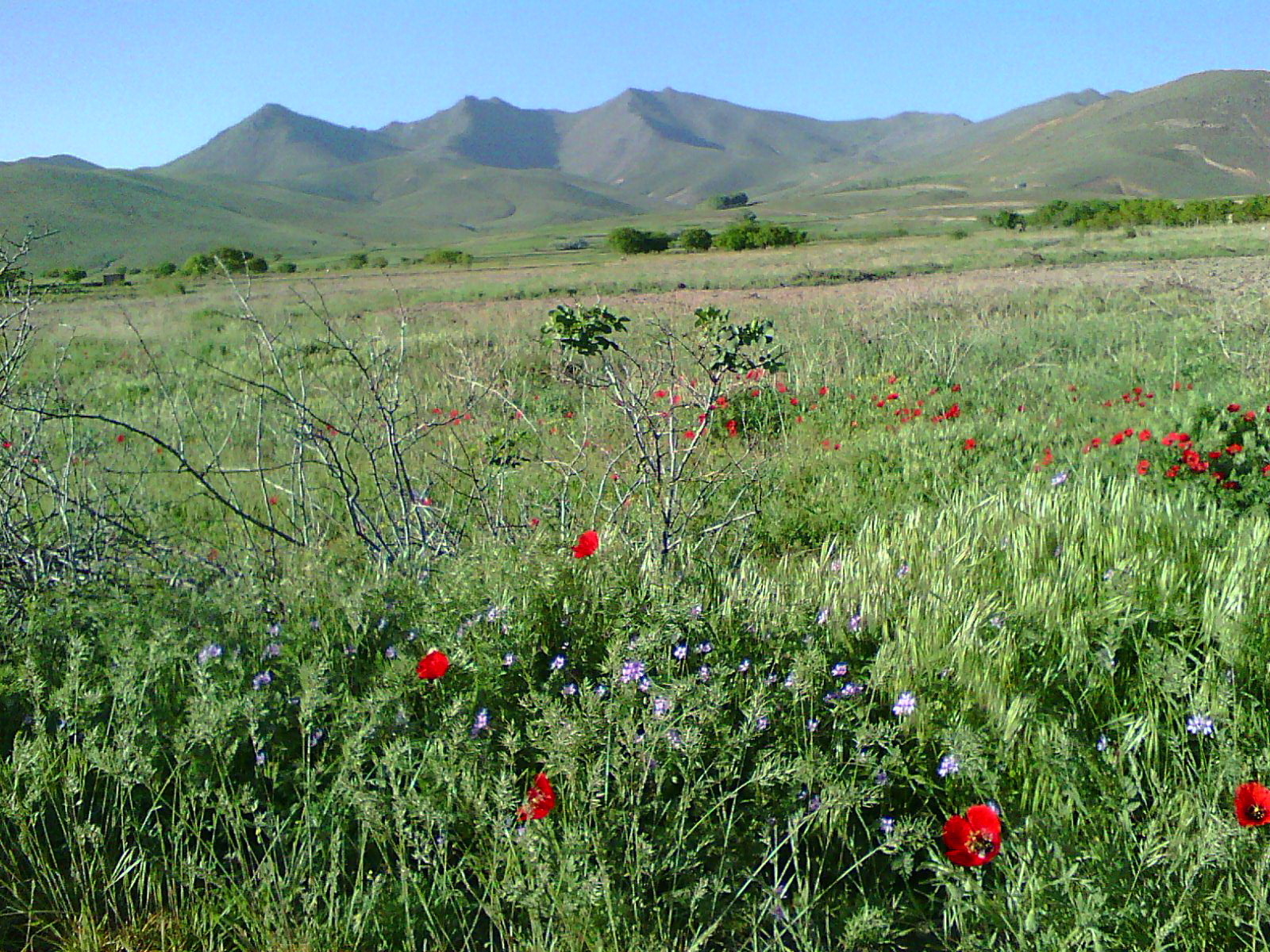
چشم‌اندازی از طبیعت روستا